# CS Dinamo Bucarest (balonmano)
El CS Dinamo București es un equipo de balonmano de la ciudad de Bucarest, Rumanía. El equipo fue fundado en 1953 y pertenece a la sociedad deportiva CS Dinamo București. Actualmente milita en la Liga Națională.

## Palmarés
- Liga rumana:
  - Campeón (20): 1959, 1960, 1961, 1962, 1964, 1965, 1966, 1978, 1986, 1995, 1997, 2005, 2016, 2017, 2018, 2019, 2021, 2022, 2023, 2024

- Copa de Rumania:
  - Campeón (8): 1979, 1982, 1988, 2017, 2020, 2021, 2022, 2024

- Supercopa de Rumanía :
  - Campeón (1): 2016

- EHF Champions League:                           
  - Campeón (1): 1965
  - Subcampeón (1): 1963
  - Semifinalista (4): 1959, 1960, 1967, 1979

- Recopa de Europa :
  - Subcampeón (1): 1982–1983
  - Semifinalista (1): 1988–1989

- Copa EHF:
  - Semifinalista (1): 2003–2004

## Plantilla 2024-25
|  | Porteros - 01 Vladimir Cupara - 16 Alin Cozmaciuc - 18 Ionuț Iancu Extremos izquierdos - 24 Andrei Nicușor Negru - 28 Alex Pascual Garcia Extremos derechos - 10 Darko Đukić - 22 Tudor Buguleț - 55 Andrii Akimenko Pívots - 05 Călin Dedu - 14 Frederik Ladefoged - 45 Miklós Rosta | Laterales izquierdos - 19 Ramon Șomlea - 26 Haniel Langaro - 27 André Gomes - 47 Ante Kuduz - 94 Robert Militaru Centrales - 25 Haukur Þrastarson - 44 Daniel Stanciuc - 66 Yoav Lumbroso - 90 Ali Zein Laterales derechos - 02 Branko Vujović - 37 Stanislav Kašpárek |